# Nino Defilippis
Nino Defilippis (Torino, 21 marzo 1932 – Torino, 13 luglio 2010) è stato un ciclista su strada e pistard italiano.
Professionista dal 1952 al 1964, vinse nove tappe al Giro d'Italia, sette al Tour de France e due alla Vuelta a España, un Giro di Lombardia, due titoli nazionali e la medaglia d'argento ai Campionati del mondo di Berna nel 1961.
Era soprannominato Cit, "piccolo" in lingua piemontese. Nonostante le caratteristiche da passista veloce, riuscì ad essere competitivo anche nella classifica generale dei Grandi Giri, concludendo al terzo posto nel Giro d'Italia 1962, al quinto nel Tour de France 1956 e al settimo nel 1957. Nel 1956 riuscì a conquistare la classifica scalatori della Vuelta a España, nell'edizione vinta dal compagno di squadra Angelo Conterno.

## Carriera
Nato a Torino da padre pugliese, di Rutigliano, e madre astigiana, di Berzano di San Pietro, proprietari di un pastificio, nonostante la passione per il calcio (era tifoso del Torino) si dedicò presto al ciclismo. Da dilettante corse con l'Ausonia e con la Sassi, poi debuttò nel professionismo con la Legnano di Eberardo Pavesi a nemmeno vent'anni di età, nel 1952.
Già al primo anno tra i professionisti colse subito importanti successi. In quella stagione si aggiudicò infatti una tappa al Giro d'Italia, vestendo anche per due giorni la maglia rosa (il più giovane a indossarla nella storia del Giro), e a seguire fece suo il Trofeo Baracchi in coppia con Giancarlo Astrua. L'anno successivo colse invece la vittoria della Tre Valli Varesine. Passato alla Torpado, nel 1954 si aggiudicò un'altra tappa al Giro d'Italia e i giri del Piemonte e dell'Emilia, vittoria quest'ultima che ripeté anche l'anno successivo insieme ad una nuova tappa del Giro d'Italia. Nel 1956 passò alla Bianchi e vinse in due anni cinque tappe al Tour de France e una alla Vuelta a España, corse a cui partecipò con la rappresentativa nazionale.
Dal 1958 iniziò una lunga militanza nella Carpano, che terminò sei stagioni dopo, nel 1963. Vinse subito due tappe al Giro d'Italia, una tappa alla Paris-Nice, una al Giro di Sardegna e al Tour de Suisse, cui seguirono i successi nelle classiche italiane: Giro del Piemonte, Giro del Lazio e soprattutto Giro di Lombardia; per quest'ultima vittoria Carlo Bergoglio del quotidiano torinese Tuttosport titolò «Grandezza del "Cit"». L'anno dopo Defilippis ripeté le vittorie al Giro di Sardegna e al Giro d'Italia, in cui vinse la dodicesima tappa, mentre nel 1960 tornò a vincere al Tour de France, conquistando due tappe, e alla Tre Valli Varesine, valida come prova unica del campionato italiano su strada.
Negli ultimi anni di carriera vinse ancora tre tappe al Giro d'Italia e una alla Vuelta a España, un Giro del Lazio, un Giro del Veneto e un secondo titolo nazionale su strada. Da ricordare, nel 1961, la medaglia d'argento, alle spalle di Rik Van Looy, ai campionati del mondo 1961. Sempre nel 1961 concluse al secondo posto il Giro delle Fiandre: in quella corsa superò in volata il britannico Tom Simpson, smise di pedalare ed esultò, pensando di aver vinto; lo spostamento della striscia d'arrivo, al terzo e ultimo giro del circuito, alcuni metri più avanti rispetto ai primi due passaggi, gli costò però la vittoria, che andò a Simpson, abile a risorpassarlo. Attivo anche su pista, prese parte alla Sei giorni di Milano nel 1961 (nono), 1962 (nono) e 1964 (settimo).
Ritiratosi dalle competizioni al termine del 1964, fu commissario tecnico della nazionale ai campionati del mondo 1973, anno della vittoria di Felice Gimondi, e a quelli dell'anno successivo. Abbandonato il ciclismo, fu imprenditore, prima nel settore dell'indotto auto e poi di nuovo con un pastificio. Da lungo tempo malato di cancro, è morto a Torino il 13 luglio 2010. È sepolto nel cimitero collinare di Berzano di San Pietro, nel Monferrato Astigiano.
Il 28 aprile 2024, a Berzano di San Pietro, è stato intitolato il "piazzale Nino Defilippis" proprio nei pressi del cimitero dove riposa.

## Palmarès
- 1952 (Legnano, due vittorie)

17ª tappa Giro d'Italia (Sanremo > Cuneo)
Trofeo Baracchi (con Giancarlo Astrua)
- 1953 (Legnano, una vittoria)

Tre Valli Varesine
- 1954 (Torpado, tre vittorie)

Giro del Piemonte
3ª tappa Giro d'Italia (Reggio Calabria > Catanzaro)
Giro dell'Emilia
- 1955 (Torpado, due vittorie)

3ª tappa Giro d'Italia (Cannes > Sanremo)
Giro dell'Emilia
- 1956 (Bianchi, quattro vittorie)

11ª tappa Tour de France (Bayonne > Pau)
13ª tappa Tour de France (Luchon > Tolosa)
17ª tappa Tour de France (Gap > Torino)
15ª tappa Vuelta a España (San Sebastián > Bilbao)
- 1957 (Bianchi, due vittorie)

13ª tappa Tour de France (Marsiglia > Alès)
17ª tappa Tour de France (Ax-les-Thermes > Saint-Gaudens)
- 1958 (Carpano, tredici vittorie)

Grand Prix d'Antibes
2ª tappa Giro di Sardegna (Olbia > Nuoro)
Genova-Nizza
4ª tappa Parigi-Nizza (Saint-Étienne > Uzès)
9ª tappa Giro d'Italia (Firenze > Viterbo)
11ª tappa Giro d'Italia (Roma > Scanno)
1ª tappa Tour de Suisse (Zurigo > Bregenz)
Giro del Piemonte
1ª tappa Tour de l'Ouest (Lisieux > Granville)
6ª tappa Tour de l'Ouest (Lorient > Brest)
7ª tappa Tour de l'Ouest (Brest > Saint-Brieuc)
Giro del Lazio
Giro di Lombardia
- 1959 (Carpano, due vittorie)

12ª tappa Giro d'Italia (Rimini > San Marino)
1ª tappa Giro di Sardegna (Roma > Civitavecchia)
- 1960 (Carpano, sei vittorie)

6ª tappa Giro di Sardegna (Nuoro > Sassari)
4ª tappa Genova-Roma (Firenze > Poggibonsi)
Giro di Toscana
3ª tappa Tour de France (Malo-les-Bains > Dieppe)
8ª tappa Tour de France (Angers > Limoges)
Tre Valli Varesine (valido come Campionati italiani, Prova in linea)
- 1961 (Carpano, quattro vittorie)

Ronde de Monaco
Giro del Veneto
Grand Prix de Cannes
6ª tappa Giro d'Italia (Palermo > Milazzo)
- 1962 (Carpano, quattro vittorie)

Monaco-Zurigo
3ª tappa Vuelta a España (Tortosa > Valencia)
Giro del Lazio
Campionati italiani, Classifica a punti
- 1963 (Carpano, una vittoria)

7ª tappa Giro d'Italia (Arezzo > Riolo Terme)
- 1964 (I.B.A.C., una vittoria)

15ª tappa Giro d'Italia (Roma > Montepulciano)

### Altri successi
- 1952 (Legnano)

Circuito di Bra
Circuito di Isola Sant'Antonio
Gran Premio d'Autunno
- 1955 (Torpado)

Circuito di Cuneo
Circuito di Omegna
6ª tappa Giro d'Italia (Genova > Lido d'Albaro, cronosquadre)
- 1956 (Bianchi)

Circuito di Marghera
Classifica scalatori Vuelta a España
- 1958 (Carpano)

Circuito di Maggiora
- 1961 (Carpano)

Circuito di Gonzaga
Circuito di Cambiano
Circuito di Brescia
- 1962 (Carpano)

Circuito di Solesino
Circuito di Cirié
Circuito di Acireale

## Piazzamenti

### Grandi Giri
- Giro d'Italia

1952: 22º
1953: 12º
1954: 15º
1955: 51º
1956: ritirato
1957: 13º
1958: 34º
1959: 18º
1960: 22º
1961: 10º
1962: 3º
1963: ritirato
1964: 35º
- Tour de France

1956: 5º
1957: 7º
1960: 67º
1962: ritirato (2ª tappa, 1ª semitappa)
Vuelta a España
1956: 18º
1962: ritirato

### Classiche monumento
- Milano-Sanremo

1952: 105º
1953: 5º
1955: 92º
1957: 7º
1958: 10º
1959: 14º
1960: 57º
1961: 18º
1962: 21º
1963: 18º
1964: 67º
- Giro delle Fiandre

1958: 7º
1960: 22º
1961: 2º
1963: ritirato
- Parigi-Roubaix

1959: 13º
1962: 11º
- Liegi-Bastogne-Liegi

1953: 6º
1960: 14º
- Giro di Lombardia

1952: 2º
1954: 31º
1958: vincitore
1958: 21º
1960: 39º
1961: 7º

### Competizioni mondiali
- Campionati del mondo

Berna 1961 - In linea: 2º